# Anna Maria de Mecklenburg-Schwerin
Anna Maria de Mecklenburg-Schwerin (en alemany Anna Maria von Mecklenburg-Schwerin) va néixer a Schwerin (Alemanya) l'1 de juliol de 1627 i va morir a Halle l'11 de desembre de 1669. Era una noble alemanya, filla del duc Adolf Frederic I de Mecklenburg-Schwerin (1588-1658) i de la comtessa Anna Maria d'Ostfriesland (1601-1634).
Les guerres que implicaven Mecklenburg van forçar el seu pare a enviar Anna Maria i els seus dos germans grans, Cristià Lluís i Carles, primer a Suècia, i poc després a Dinamarca, a la cort de la reina Sofia de Mecklenburg-Güstrow. El 1629, Anna Maria va ser enviada a Saxònia a cura d'Hedwig de Dinamarca, que havent quedat vídua residia al Palau de Lichtenberg prop de Prettin, on va ser educada. Després de la mort d'Hedwig el 1642, Anna Maria va tornar a Schwerin, on es va reunir de nou amb el seu pare, havent mort la seva mare el 1634.
El 22 d'abril de 1657 el seu marit va rebre com a herència del seu pare els dominis de Weissenfels i Querfurt i, per tant, Anna Maria es va convertir en duquessa consort de Saxònia-Weissenfels.

## Matrimoni i fills
El 23 de novembre de 1647 es va casar a Schwerin amb August de Saxònia-Weissenfels, fill de l'elector Joan Jordi I de Saxònia (1585-1656) i de la princesa Magdalena Sibil·la de Prússia (1587-1659). El matrimoni va tenir els següents fills: 
- Magdalena Sibil·la (1648-1681), casada amb el duc Frederic I de Saxònia-Gotha-Altenburg (1646-1691).
- Joan Adolf (1649-1697), casat primer amb Joana Magdalena de Saxònia Altenburg (1656-1686) i després amb Cristina Guillemina Bünau.
- August (1650-1674), casat amb Carlota de Hessen-Eschwege.
- Cristià (1652-1689).
- Anna Maria (1653-1671).
- Sofia (1654-1724), casada amb el príncep Carles Guillem d'Anhalt-Zerbst (1652-1718).
- Caterina (1655-1663).
- Cristina (1656-1698), casada amb el príncep August Frederic de Schleswig-Holstein-Gottorp (1646-1705).
- Enric (1657-1728), casat amb Elisabet Albertina d'Anhalt-Dessau.
- Albert (1659-1692), casat amb Cristina Teresa de Löwenstein-Wertheim-Rochefort.
- Elisabet (1660-1663).
- Dorotea (1662-1663).